# The Finals
The Finals est un jeu vidéo de de tir à la première personne développé et publié par Embark Studios, filiale de Nexon,. Le jeu se concentre sur des parties en équipe sur des cartes avec un environnement destructible, où les joueurs sont encouragés à utiliser l'environnement dynamique à leur avantage. Le jeu est sorti sur Microsoft Windows, PlayStation 5 et Xbox Series le 8 décembre 2023.

## Système de jeu
The Finals tourne autour de personnes participant à un jeu télévisé de combat virtuel,. Cela se reflète dans les foules holographiques vues pendant le jeu, ainsi que dans les commentaires par le présentateur faisant des observations sur le statut d'une équipe ou sur le jeu lui-même. Le développeur Embark Studios a déclaré que le jeu était en partie inspiré de Hunger Games et Gladiator.
Dans le mode de base (appelé « Cashout »), les joueurs forment des équipes de trois, qui s'affrontent pour atteindre des objectifs, consistant à ouvrir des coffres-forts et à les transporter vers un lieu de « retrait ». Certains aspects de ces objectifs s'inspirent de la capture de drapeau, obligeant les équipes à contrôler la zone pour effectuer l'action souhaitée,,. Le vainqueur final est l'équipe qui a collecté le plus d'argent (sous forme de pièces dans lesquelles les joueurs explosent lorsqu'ils sont vaincus), tel que déterminé par la valeur d'encaissement ainsi que les points, les éliminations, les assistances, les décès, les résurrections et les objectifs. Ces succès sur le terrain sont présentés au joueur et à son équipe une fois le match terminé. Les joueurs gagnent de la monnaie dans le jeu en éliminant des joueurs, en accomplissant des missions et en effectuant d'autres manœuvres de combat.
Les joueurs choisissent leurs personnages sur la base d'une échelle « Légère », « Moyenne » et « Lourde », le modèle de personnages changeant pour refléter cela,,. Certains mouvements, armes, et fonctionnalités sont spécifiques à la classe et chaque classe a une vitesse de déplacement différente,. Les builds légers sont plus rapides et plus petits et peuvent utiliser des mitraillettes et un pouvoir d''invisibilité, les builds moyens peuvent utiliser un rayon de guérison et avoir accès à des fusils d'assaut et des fusils de chasse, tandis que les builds lourds sont conçus pour tanker les coups avec des capacités qui reflètent cela, avec un arsenal de machines légères et du C4 comme équipement.
Les armes et les équipements spécifiés ne sont pas verrouillés pour la classe. Par exemple, la classe lourde peut choisir d'utiliser une masse, tandis que la classe légère peut choisir d'utiliser un couteau. La classe moyenne a également le choix entre un rayon de guérison ou un défibrillateur, ce dernier permettant de réanimer quasi instantanément un membre de l'équipe qui a été tué. Il existe par ailleurs des équipements de mobilité comme le grappin disponible pour la classe légère, ainsi que des tyroliennes, qui doivent être placées par un membre de l'équipe ayant cette compétence, mais qui peut être utilisé par n'importe qui.
Les mécanismes de jeu encouragent un gameplay complexe grâce aux nombreuses variables libres présentes. Ceux-ci incluent le terrain hautement modifiable par le joueur (à la fois destruction et construction limitée), les conditions météorologiques et l'heure de la journée variées (qui changent entre les matchs) et la composition des équipes,,. Les arènes contiennent des objets suspendus à des cordes, ainsi que des objets au sol qui peuvent être ramassés et lancés par les joueurs, tels que des tonneaux et des pots de plantes. Certains d’entre eux sont explosifs, ce qui signifie qu’ils exploseront à l’impact. Des bâtiments entiers sont potentiellement destructibles si les bons supports sont ciblés. Le jeu permet une construction limitée, bien que cela prenne la forme de structures temporaires (telles que des barrières derrière lesquelles le joueur peut s'abriter), ainsi que par l'utilisation du « Goo gun » et de la « Goo grenade », qui créent tous deux un solide, comme une barrière, qui a l'apparence d'une mousse isolante.
Les joueurs tués sont transformés en statues que leurs coéquipiers peuvent porter et utiliser pour les faire revivre. Si le coéquipier qui réanime possède un défibrillateur, le processus est presque instantané, sinon il prend environ cinq secondes. Si suffisamment de temps s'écoule, un joueur peut choisir de réapparaître, bien que cela consomme ce qu'on appelle une « pièce de réapparition ». Les joueurs disposent de pièces de réapparition limitées.

## Développement
The Finals, est le premier titre développé par Embark Studios, société basée à Stockholm. Un producteur a noté que la destructibilité avait changé la façon dont le joueur abordait le jeu, déclarant : « Nous sommes constamment surpris par de nouvelles façons inventives dont les joueurs utilisent la liberté que le jeu leur accorde. Pourquoi ouvrir une porte quand vous pouvez utiliser un lance-roquettes pour faire un trou dans le mur, n'est-ce pas ? ». Le jeu exécute les calculs de destruction côté serveur pour permettre une synchronisation de la physique entre tous les joueurs ainsi que réduire le coût des performances sur les machines clientes.
Le titre est annoncé en août 2022 pour une sortie sur PC (Steam), avec des portages sur consoles dévoilés plus tard pour PlayStation 5 et Xbox Series. Au départ censé sortir après ARC Raiders, The Finals, alors appelé Project Discovery, a progressé plus vite que prévu, « à tel point », selon le PDG d'Embark Patrick Söderlund (en), que le studio a « envisag[é] la possibilité de sortir [les] deux jeux simultanément ». Finalement, Patrick Söderlund (en) a estimé que, « pour un jeune studio relativement petit comme le [leur], sortir deux jeux à la suite aurait mis à rude épreuve [leurs] équipes et [leurs] ressources ». Il a donc été décidé de « faire de Project Discovery le premier jeu [du] studio à être commercialisé », repoussant ainsi la sortie d'ARC Raiders à 2023. Cette décision a également permis « d'étendre et de parfaire l'expérience ARC Raiders ».
Une première alpha fermée a cours en septembre 2022, suivie de plusieurs semaines de bêta fermées au début de 2023. La première version bêta fermée dure du 7 au 21 mars 2023, tandis que la  seconde a lieu du 14 au 21 juin,,. Puis, une version bêta ouverte prend place entre le 26 octobre et le 5 novembre,,.
Le jeu sort en version définitive pendant la cérémonie des Game Awards 2023, le 8 décembre 2023 (7 décembre 2023, à Los Angeles),.

## Saisons
| Saison   | Date de début     | Date de fin       | Source(s) |
| -------- | ----------------- | ----------------- | --------- |
| Saison 1 | 8 décembre 2023   | 14 mars 2024      | [ 24 ]    |
| Saison 2 | 14 mars 2024      | 13 juin 2024      | ,         |
| Saison 3 | 13 juin 2024      | 26 septembre 2024 | ,         |
| Saison 4 | 26 septembre 2024 | 12 décembre 2024  | ,         |
| Saison 5 | 12 décembre 2024  | 20 mars 2025      | ,         |
| Saison 6 | 20 mars 2025      | 11 Juin 2025      | [ 33 ]    |
| Saison 7 | 12 Juin 2025      | 10 septembre 2025 | 34        |

## Accueil

### Distinctions
The Finals est nommé dans deux catégories lors de la 27e édition des DICE Awards, bien qu'il ne remporte aucun lauréat à l'issue de la cérémonie.
| Année | Prix        | Catégorie                            | Résultat   |
| ----- | ----------- | ------------------------------------ | ---------- |
| 2024  | DICE Awards | Réalisation technique exceptionnelle | Nomination |
| 2024  | DICE Awards | Jeu en ligne de l'année              | Nomination |

### Fréquentation
En octobre 2023, en pleine bêta ouverte, The Finals s'offre un pic de 235 000 joueurs, forçant Nexon à gonfler les serveurs.
Le 8 décembre 2023, seulement 12 heures après sa sortie finale, le jeu réunit déjà plus de 200 000 joueurs simultanés.
Le 21 décembre 2023, alors que le jeu culmine à 130 000 joueurs simultanés sur Steam, Embark annonce que le free-to-play a attiré plus de 10 millions de joueurs.
Malgré son démarrage réussi, son éditeur sud-coréen Nexon admet en mai 2024 « une rétention [des joueurs] et des revenus en dessous des attentes ». En effet, la sortie de la saison 2 en mars 2024 avait tout juste su réunir plus de 40 000 utilisateurs simultanés sur Steam.

### Polémiques

#### Utilisation de l'IA générative pour les voix
En octobre 2023, des joueurs remarquent que les voix des commentateurs et des concurrents ont été produites par plusieurs outils d'intelligence artificielle générative. Le studio n'a pas précisé quels outils ont été utilisés, éveillant les soupçons sur une utilisation de données d'entraînement protégées par le droit d'auteur. D'autres joueurs pointent la faible qualité de ce doublage. 
Selon le site web Game Developer, il s'agit du premier recours par des développeurs à des voix de synthèse au lieu d'interprètes humains,,,,.